# Dicaeum anthonyi
Pica-flor-de-coroa-amarela (Dicaeum anthonyi) é uma espécie de ave da família Dicaeidae.
É endémica das Filipinas.
Os seus habitats naturais são: regiões subtropicais ou tropicais húmidas de alta altitude.
Está ameaçada por perda de habitat.